# Lili Taylor
Lili Taylor (ur. 20 lutego 1967 w Glencoe, Illinois) – amerykańska aktorka filmowa i telewizyjna.

## Życiorys
Na kinowym ekranie debiutowała w 1988. Najlepszym okresem w jej filmowej karierze był przełom lat 80. i 90. Zagrała wówczas w Mystic Pizza (1988, obok Julii Roberts), Urodzonym 4 lipca (1989), Amerykańskich psach (1991) i Arizona Dream Emira Kusturicy (1993). Znalazła się także w obsadzie dwóch filmów Roberta Altmana – Na skróty (1993) i Prêt-à-porter (1994). Chętnie pojawia się w produkcjach niezależnych, grywa w teatrze i telewizji (Lisa w serialu Sześć stóp pod ziemią).

## Filmografia
- Mystic Pizza (1988)
- Urodzony 4 lipca (Born on the Fourth of July, 1989)
- Amerykańskie psy (Dogfight, 1991)
- Arizona Dream (1993)
- Na skróty (Short Cuts, 1993)
- Prêt-à-Porter (1994)
- Cztery pokoje (Four Rooms, 1995)
- Uzależnienie (The Addiction, 1995)
- Strzelałam do Warhola (I Shot Andy Warhol, 1996)
- Okup (Ransom, 1996)
- Fotokłopoty (Pecker, 1998)
- Nawiedzony (The Haunting, 1999)
- Anna Frank: cała prawda (Anne Frank: The Whole Story, 2001)
- Dom nadziei (Casa de los Babys, 2003)
- Factotum (2005)
- Słynna Bettie Page (The Notorious Bettie Page, 2005)
- Starting Out in the Evening (2007)
- Wrogowie publiczni (Public Enemies, 2009)
- Obecność (The Conjuring, 2013)
- Więzień labiryntu: Próby ognia (2015)
- Aż do kości (To the Bone, 2017)
- Igrzyska śmierci: Wschód słońca w dniu dożynek (The Hunger Games: Sunrise on the Reaping) (2026)

## Nagrody
- Złoty Glob Najlepszy zespół aktorski: 1994 Na skróty
- Nagroda Gildii Aktorów Ekranowych Najlepszy zespół aktorski w serialu dramatycznym: 2004 Sześć stóp pod ziemią